# Boddington (Northamptonshire)
Boddington is een civil parish in het bestuurlijke gebied South Northamptonshire, in het Engelse graafschap Northamptonshire met 266 inwoners.